# 伸び
| ウィキペディアには「伸び」という見出しの百科事典記事はありません（タイトルに「伸び」を含むページの一覧/「伸び」で始まるページの一覧）。 代わりにウィクショナリーのページ「伸び」が役に立つかもしれません。 |